# Перемога (Богодухівський район)
Перемога — селище в Україні, у Золочівській селищній громаді Богодухівського району Харківської області. Населення становить 633 осіб.

## Географія
Селище Перемога знаходиться на лівому березі річки Рогозянка, яка через 4 км впадає в річку Уди (права притока), вище за течією за 2 км — село Гуринівка, нижче за течією примикає село Мала Рогозянка.

## Історія
12 червня 2020 року, розпорядженням Кабінету Міністрів України № 725-р «Про визначення адміністративних центрів та затвердження територій територіальних громад Харківської області», увійшло до складу Золочівської селищної громади.
19 липня 2020 року, в результаті адміністративно-територіальної реформи та ліквідації Золочівського району, село увійшло до складу Богодухівського району.
22 червня 2023 року рішенням №230 Національної комісії зі стандартів державної мови віднесено до списку населених пунктів, які «можуть не відповідати лексичним нормам української мови», зокрема стосуватися «російської імперської чи колоніальної політики». Громаді рекомендовано обґрунтувати доцільність збереження поточної назви або запропонувати нову назву в установленому законодавством порядку.

## Населення

### Мова
Розподіл населення за рідною мовою за даними перепису 2001 року:
| Мова                | Відсоток |
| ------------------- | -------- |
| українська          | 77,41%   |
| російська           | 21,17%   |
| вірменська          | 0,79%    |
| інші/не визначилися | 0,63%    |